# Arrondissement Brielle
Das Arrondissement Brielle (deutsch auch Distrikt Brielle; französisch Arrondissement de Brielle) war eine von 1811 bis 1813 zum Département des Bouches de la Meuse (deutsch Departement der Mündungen der Maas) und zum französischen Staat gehörende Verwaltungseinheit auf dem Gebiet der heutigen Niederlande.

## Geschichte
Im Juli 1810 wurde das seit 1806 unter der Regierung von Napoleons Bruder Louis Bonaparte stehende Königreich Holland annektiert und dem Kaiserreich Frankreich zugeordnet. Zum 1. Januar 1811 wurde das Gebiet der heutigen Niederlande an die Struktur des französischen Verwaltungssystems angepasst. Das Departement der Mündungen der Maas wurde in fünf Arrondissements (Unterpräfekturen) eingeteilt.
Nach der Niederlage Napoleons kam das Gebiet der heutigen Niederlande im Dezember 1813 in den Besitz von Wilhelm von Oranien-Nassau und nach dem Wiener Kongress (Juni 1815) zum neuen Königreich der Niederlande. Im August 1815 wurde dieses in Provinzen eingeteilt, aus dem Departement der Mündungen der Maas entstand die heutige Provinz Südholland. Die Verwaltungsstruktur wurde im Wesentlichen beibehalten. Die Departements wurden in Bezirke oder Distrikte umbenannt und weiterhin in Kantone unterteilt.

## Gliederung
Das Arrondissement Brielle gliederte sich in drei Kantone, die zugleich Friedensgerichtsbezirke waren, und 22 Gemeinden. Einwohnerzahlen Stand 1813:
| Kanton              | Gemeinden |
| ------------------- | --- |
| Brielle (13.550)    | Abbenbroek (446), Brielle (3.443), Geervliet (776), Hellevoetsluis (1.707), Heenvliet (627), Nieuw-Helvoet (427), Nieuwenhoorn (661), Oostvoorne (760), Oudenhoorn (543), Rockanje (810), Spijkenisse (1.133), Zuidland (1.032), Zwartewaal (1.186) |
| Goedereede (7.306)  | Dirksland (1.817), Goedereede (1.274), Nieuwe-Tonge (1.171), Ouddorp (1.545), Oude-Tonge (1.499) |
| Sommelsdijk (6.336) | Den Bommel (1.345), Middelharnis (2.293), Ooltgensplaat (1.076), Sommelsdijk (1.622) |

Nach der Neueinteilung der Niederlande in Provinzen und Bezirke entstand aus dem Arrondissement der Bezirk von Brielle, auch Bezirk von Briel, der in dieselben Kantone gegliedert war.